# Store Brønderslev Marked
Store Brønderslev Marked er et heste- og kræmmermarked i Brønderslev i Vendsyssel. Markedet afholdes hvert år over fire dage (fredag til mandag), hvor mandagen altid er første mandag i september.

## Historie
Markedet startede som et kreaturmarked, der fra 1843 var henlagt til Brønderslev Kro. Det var her markedet blev landskendt for det, der senere blev kaldt "Gendarmslaget" i 1886, hvor Estrups Gendarmer røg i slagsmål med markedsgæsterne. Dengang var der marked hver måned i Brønderslev, men én gang om året, den første mandag i september, var der et stort marked, og det er fra den tid navnet Store Brønderslev Marked stammer.
I dag er Store Brønderslev Marked et stort heste- og kræmmermarked. Markedspladsen ligger midt i Brønderslev by på et areal på ca. 41.500 kvm., der hvert år rummer ca. 200 kræmmerboder, 100 heste, 
1.000 andre dyr, øl- og spisetelte og et tivoli. Omkring 100.000 gæster  besøger hvert år markedet.